# RC语音
RC語音( 英文：Raidcall )，是一款基於網路團隊語音通訊平臺的電腦軟體，主要功能是進行線上多人語音聊天、以及線上真人秀視頻互動。軟體營運分為面向臺灣市場的繁體中文版本，以及面向歐美市場的英文、俄語版本。
2019年3月19日，於官方粉絲團及論壇上宣布於3月31日雙版本同步終止營運，後來將繁體中文版延遲至4月20日結束。

## 營運狀況
RC語音由昆侖萬維（北京昆侖萬維科技有限公司）於2008年研發，2010年正式發佈，分為繁體中文和英文兩個版本，面向港澳臺及其他海外市場的用戶。
- 2012年9月，RC公司與酷栗科技（酷栗科技股份有限公司）簽訂《客戶服務外包協定》，由酷栗科技在臺灣建立RC語音客戶服務團隊，負責RC語音繁體中文版的運營工作。[4]
- 2013年11月，昆侖萬維將旗下負責RC語音研發與營運業務的子公司“RC公司”62.5%股權出售給搜狐暢遊（北京暢遊時代數碼技術有限公司），RC公司名稱注册为北京暢遊瑞科互聯網技術有限公司。[5]
- 2015年7月1日起，RC語音業務轉由伊凡達科技股份有限公司為台灣代理商。[6]
- 2019年3月19日，RC語音台灣及俄羅斯國際版代理商因業務規劃及合約代理結束，宣布停止營運。[7][8][9]
- 2019年3月20日，台灣RC語音停運時間延後至4月20日。[10]
- 2019年3月31日，俄羅斯國際版RC語音，停止營運。
- 2019年4月20日，臺灣RC語音，停止營運，網站及伺服器關閉。